# Mercado Camacho
El Mercado Camacho es un centro de abasto que se encuentra en el macrodistrito centro de la ciudad de La Paz, en Bolivia.
El mercado popular Camacho, como era llamado anteriormente, fue demolido en diciembre de 2008 en el marco del Plan de desarrollo y revitalización del centro de la ciudad.

## Nueva infraestructura

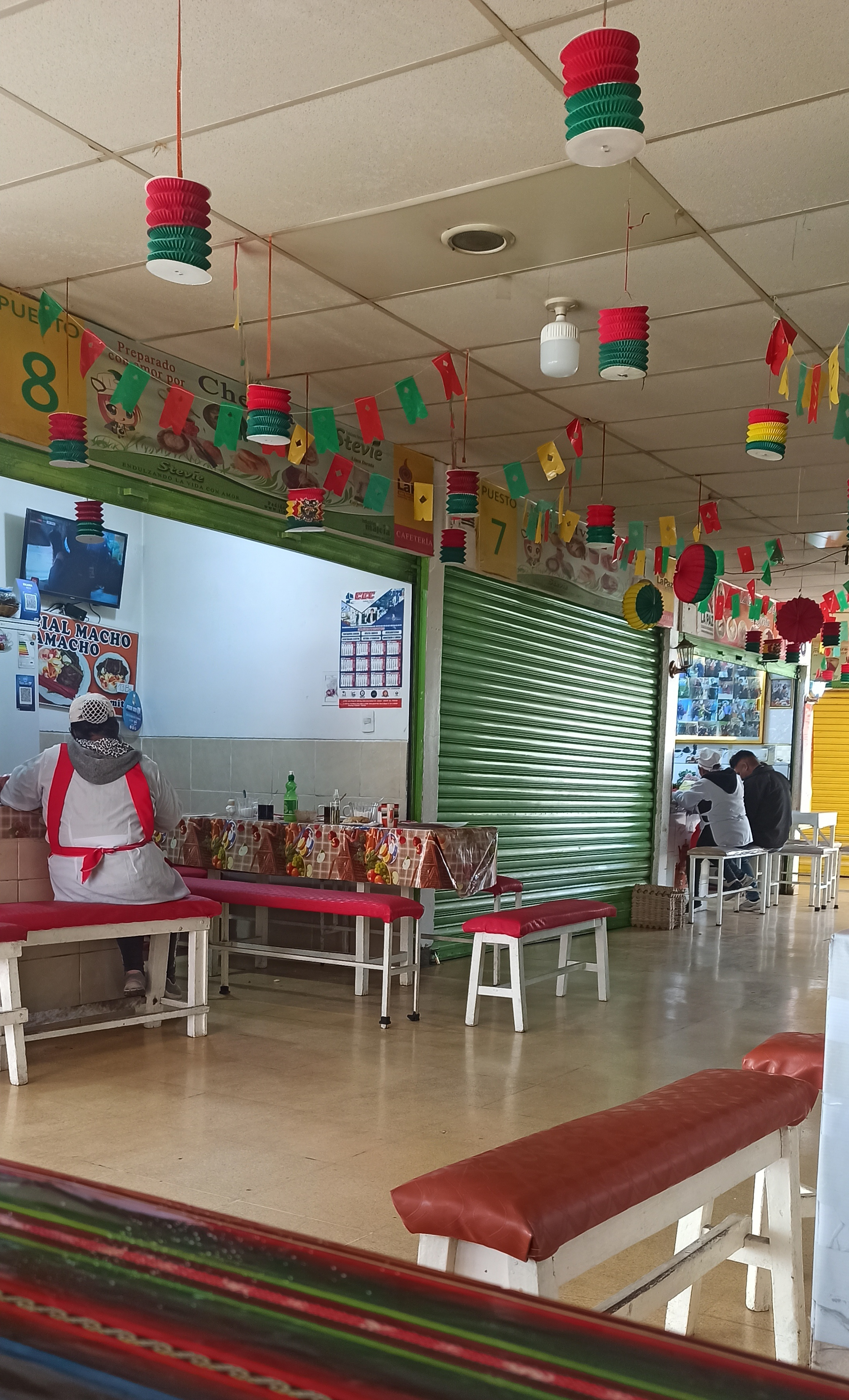
Segundo piso del edificio anexo del Mercado Camacho.

La demolición de la infraestructura del antiguo mercado Camacho fue concluida el 10 de diciembre del año 2008.
El nuevo edificio fue inaugurado el 8 de noviembre del año 2010 como un complejo comercial. El edificio es una infraestructura subterránea con un patio de comidas, un edificio anexo y el "Paseo Márgenes del Río Choqueyapu". La obra tuvo un costo total de 52 millones de bolivianos financiados por el Banco Interamericano de Desarrollo (BID).

## Espacios
El Mercado Camacho está compuesto por el mercado tradicional, un patio de comidas (conectados por rampas internas), espacios con anaqueles para las vendedoras y para el comercio informal de los alrededores, y un edificio anexo con espacios para las vendedoras de comida, jugos, frutas, cafés y api; también se encuentran en este edificio las oficinas de la Intendencia Municipal, la administración del nuevo mercado y una guardería para la atención de los hijos de las vendedoras.
El mercado está conectado con el Paseo Márgenes del Río Choqueyapu, el Pasaje Marina Núñez y el Parque Urbano Central, pasando por debajo de la calzada de la calle Bueno. Esta conexión peatonal está construida sobre el embovedado del río Choqueyapu, que fue reparado y reforzado. En total, el mercado cuenta con 11 accesos, seis ubicados en el bloque principal (incluida la puerta principal por la plaza Eliodoro Camacho) y cinco ingresos laterales.

## Tradición culinaria
En el año 2010 las vendedoras del sector cafetería del mercado crearon un platillo denominado “Macho Camacho”, convirtiéndose en una atracción gastronómica de la ciudad de La Paz.

El origen del nombre de este platillo lo explica una de sus creadoras:
“Es macho porque en la chorrellana lleva harto locoto y es Camacho porque aquí lo hemos creado todas juntas, aunque cada una de nosotras lo elabora con su propio estilo” (Elba Chura, 2012)
Es preparado con cebolla, tomate, carne, locoto, pimiento morrón, salchicha y huevo. Este sándwich a diferencia de otros, no lleva el relleno dentro del pan debido a la cantidad de elementos.